# Jollibee

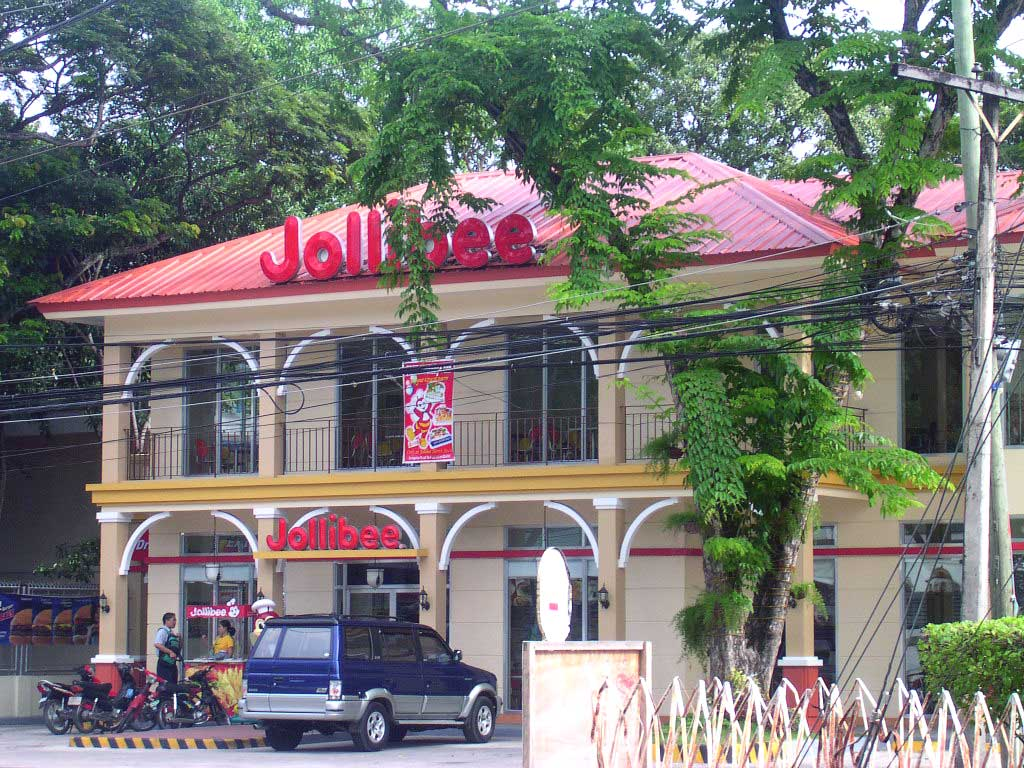
Een Jollibee restaurant in Dumaguete City

Jollibee is een van de toonaangevende fastfoodketens in de Filipijnen. De keten heeft ongeveer 500 restaurants in de Filipijnen en nog zo'n duizend in de rest van de wereld, waaronder Dubai, Brunei, Hongkong, Indonesië, de Verenigde Staten en Vietnam.
De keten begon in 1975 met twee franchises van Magnolia Dairy Ice Cream, en alras werden er warme gerechten aan het menu toegevoegd. In 1978 werden deze twee zaken omgezet naar de Jollibee-formule. Toen in 1981 de eerste vestiging van McDonald's in de Filipijnen opende, voegde Jollibee vergelijkbare fastfood aan het menu toe, maar meer toegespitst op de voorliefde van Filipino's voor zoete en hartige smaken. 
De restaurants hebben een unieke uitstraling, met een grijs-zwart-wit geblokt betegelde vloer en een logo met een roodgekleurde hommel met een koksmuts. De restaurants buiten de Filipijnen worden veel bezocht door de Filipijnse diaspora.